# Alfonso Dolce
Alfonso Dolce (Cropani, 22 dicembre 1882 – Cropani, 31 ottobre 1959) è stato un commediografo italiano.

## Biografia
Figlio di Salvatore Dolce e Carolina Parise compì gli studi presso il convitto P. Galluppi di Catanzaro dove conseguì la licenza liceale, quindi si laureò in giurisprudenza.
Dapprima esercitò la professione di notaio a Cireglio, frazione di Pistoia, in seguito fu vice pretore di Cropani. Ricoprì inoltre la carica di Pretore del mandamento e di giudice. Fu scrittore, pubblicista, autore drammatico e corrispondente di vari quotidiani. Dolce si incontrò presso il teatro Comunale di Catanzaro con il precursore del Futurismo, Filippo Tommaso Marinetti, e fu riconosciuto da quest' ultimo come  uno dei padri fondatori del Teatro sintetico.Egli diede al teatro sintetico un volume dal titolo A piedi nudi in cui sono incorporate le seguenti commedie:  Due occhi color viola,  La luna sul lago, Amore, Tempo di minuetto, Vecchia città, Fanciulla che guarda il tramonto, Qui alberga l'amore, Facciamo un sogno.
Dolce fondò a Cropani la Drammatica compagnia di Carlo Goldoni mediante la quale rappresentò  diversi lavori teatrali. Dopo una vita dedicata al teatro e alla sua professione morì a Cropani nell'autunno del 1959.
Gli sono state dedicate una strada e una scuola di Cropani.

## Opere
- A piedi nudi. Teatro sintetico senza veli, Cropani, Gens nostra, 1921
- Amore. Commedia in 3 atti, Palermo, Edizioni Palermo, 1940
- Vecchia città. Commedia in tre atti, Palermo, La rondine, 1950
- La dolce vita. Raccolta di microcommedie, Venezia, Ed. cinema e Teatro Del Giorno, 1955
- Futurismo e teatro sintetico, a cura di Mario Muccari, Banca Credito Cooperativo Medio Ionio, 1996